# Ignacio Hernando de Larramendi
Ignacio Hernando de Larramendi y Montiano (Madrid, 18 de juny de 1921 – Madrid, 7 de setembre de 2001) va ser un empresari, filantrop, assagista i polític carlista espanyol.
Nascut en el si d'una família d'arrels basques i fervents creences tradicionalistes. Fou educat inicialment amb un preceptor particular, a causa de l'oposició del seu pare, Luis Hernando de Larramendi Ruiz, a l'escola pública. El 1932, però, ingressà al Colegio de Nuestra Señora del Pilar de Madrid en 1932. El 1939 començà la carrera de Dret, en els primers cursos intensius després de la Guerra civil espanyola, i el 1941 ja era llicenciat. Més endavant, preparà i guanyà unes oposicions, integrant-se com a Inspector a la Direcció General d'Assegurances i Estalvi. Durant els anys 1947 i 1948 resideix a Londres, per millorar l'idioma anglès i conèixer millor el mercat britànic, mentre seguia pagant-li el sou la Direcció General d'Assegurances, estada que seria molt important en la seva evolució professional posterior. El 1950 es casa amb Lourdes Martínez Gutiérrez (1924-2015), amb qui va tenir cinc fills -Lluís, Ignasi, Carles, Miquel i Ramon, i quatre filles -Carmen, Cor, Lourdes-Tachi i Margarita-, aprofitant la lluna de mel per a una altra estada de dos mesos a Londres.
Fou el fundador, exdirector general i conseller delegat de MAPFRE des de 1955 fins a 1990, i posteriorment ocupà la presidència d'honor del primer grup assegurador del mercat espanyol.
En honor del seu pare va fundar el 1986 la Fundació Hernando de Larramendi, anomenada després de la mort d'Ignacio Hernando de Larramendi Fundació Ignacio Larramendi. Els últims anys de la seva vida van estar dedicats a aquesta fundació i als seus principals projectes, especialment pel que fa a la Biblioteca Virtual de Polígrafos.

## Reconeixements
- Medalla d'Or de l'Excel·lència de The John S. Bickley Founders 'Award, concedit per la Insurance International Society (1986)
- Medalla d'Or al Mèrit en l'Assegurança (1987)
- Comendador de l'Orde d'Isabel la Catòlica (1996)
- Gran creu de l'Orde del Mèrit Civil (1998)
- Medalla al Mèrit en el Treball, a títol pòstum (2002)
- És escollit per formar part de The Insurance Hall of Fame, el més alt honor que la indústria de l'assegurança concedeix (2005)